# Èmic-ètic
Èmic i ètic és una distinció que s'usa en les ciències socials i les ciències del comportament per a referir-se a dos tipus diferents de descripció relacionades amb la conducta i la interpretació dels agents involucrats.
Una perspectiva ètica és l'estudi i la descripció de fets observables per qualsevol observador desproveït de qualsevol intent de descobrir el significat que els agents involucrats li donen. En canvi, una perspectiva èmica és l'estudi i la descripció en termes significatius (conscients o inconscients) per a l'agent que les realitza. Així per exemple una perspectiva èmica de cert costum tradicional estaria basada en com expliquen els membres d'eixa societat tradicional el significat i els motius d'eixe costum.
Es tracta d'una distinció molt important en totes les anàlisis culturals, antropològiques, històriques..., ja que tot sovint la perspectiva ètica i èmica d'un mateix fenomen no coincidixen, tal com va mostrar l'antropòleg Marvin Harris en diversos dels seus treballs. Per això resulta important atendre a ambdós tipus de perspectives, que sovint es corresponen al tipus d'investigació que es vol dur a terme. Així els científics interessats en la construcció local de significat no podran deixar d'atendre a perspectives de tipus èmic. En canvi, els científics interessats en investigacions comparatives tractaran de buscar perspectives ètiques.
El terme va ser introduït per primera vegada pel lingüista Kenneth Pike basant-se en la distinció entre phonemic (fonemàtic) i phonetic (fonètic). Pike va argumentar que aquest tipus de distinció basat en la interpretació del subjecte (fonema) enfront de la realitat acústica d'un so (fon) havia d'estendre's a la conducta social.
Els termes van ser popularitzats per Marvin Harris que els va usar amb accepcions lleugerament diferents de les que havia donat Pike.
El musicòleg i semiòleg Jean-Jacques Nattiez (1990: 61) descriu l'enfocament èmic com "una anàlisi que reflecteix el punt de vista dels informadors natius" i descriu l'enfocament ètic com "una anàlisi duta a terme per mitjà de les ferramentes metodològiques i categories de l'investigador". Harris probablement acceptaria la primera però diferiria en la segona.